# Джон Дилинджър
Джон Дилинджър (на английски: John Dillinger) е прочут американски банков крадец и гангстер, действал в САЩ по време на Голямата депресия.

## Биография

### Ранни години
Джон Дилинджър е роден през 1903 г. в Индианаполис. Майка му умира точно преди четвъртия му рожден ден и с възпитанието на малкия Джон и сестра му се заема бащата, Джон Дилинджър старши. В училище малкият Джон постоянно се замесва в неприятности – побои, дребни кражби, тормоз на по-малките ученици. Баща му се мести със семейството си в Муурсвил, Индиана през 1920 г., родния град на втората му съпруга. Въпреки спокойната провинциална среда, поведението на Дилинджър не се променя съществено. През 1922 е арестуван за кражба на кола. В опит да се установи и да започне нов живот Дилинджър се жени през 1924 г. за Берил Ховиъс, но претърпява неуспех при опитите си да се задържи на постоянна работа и да запази брака си.
В началото на Голямата депресия през 1929 г. съвсем намалява свободните работни места и безпаричието тласка Дилинджър и неговия приятел Ед Сингълтън към въоръжен грабеж. Двамата обират местна бакалия и задигат общо 120 $. На следващия ден са заловени и Дилинджър по съвет на баща си се признава за виновен. Осъден е на 10 до 20 години затвор, а Сингълтън, само от 2 до 14 години затвор.

### Образование
Той учи в държавно училище до седма степен. Пропада по всички предмети. Напуска училище малко след зимната ваканция, когато е на 16 г.

### Престъпна кариера
Дилинджър изтърпява присъдата си в Щатския затвор на Индиана в Мичиган сити. При прегледа при постъпване се оказва, че е болен от гонорея. Лечението, на което е подложен е изключително болезнено. Дилинджър е допълнително огорчен от несправедливо високата си присъда и започва да се озлобява срещу обществото. Често заявява на надзирателите, че „при излизането си оттук, ще е най-злобното копеле, което някога е ходило по земята“. Сприятелява се и с известни банкови обирджии, които подробно му разкриват тайните на занаята и планират съвместни акции, когато излязат навън.
Дилинджър е освободен на 10 май 1933 г. и веднага се заема с реализацията на плановете си. На 22 септември обира първата си банка в Блъфтън, Охайо. В следващите месеци Дилинджър и неговата банда обират повече от дузина банки, събирайки по неофициални данни над 300 000$. ФБР обявява Дилинджър и бандата му за „Обществени врагове номер 1“ и сформират специален екип за залавянето им. Примката около тях скоро се затяга и бандата напуска базата си в Чикаго на юг, в опит да избяга в Мексико. В началото на 1934, докато се укриват в Тусон, Аризона избухва пожар в хотела им. Принудени да напуснат спешно сградата те оставят багажа си, в който има няколко автомата и револвери. Пожарникарите съобщават за това в полицията и на 25 януари 1934 г. петима от бандата, сред които и Дилинджър, са арестувани. Оттогава в Тусон се провежда всяка година фестивал Dillinger Days, чиято кулминация е възстановка на събитията в хотела.
Дилинджър е преместен в Краун Пойнт, Индиана на 30 януари, където да бъде съден за престъпленията си, но не остава дълго в затвора. В затворническата работилница той изработва фалшив пистолет от парче дърво. Според други сведения, гангстерът е използвал истински пистолет.
От паркинга на затвора, Дилинджър открадва чисто новата кола на шерифа на града, с която бяга в Чикаго. В любимия си град Дилинджър заживява с новата си приятелка Евелин „Били“ Фрешет. На 30 март 1934 г. квартирата, където се крият заедно с други членове на бандата, е атакувана от ФБР. При престрелката е убит агент на ФБР, а самият Дилинджър е ранен. Заедно с Фрешет двамата бягат в родния дом на гангстера в Муурсвил, където остават докато се възстанови. Когато Фрешет се връща в Чикаго, за да посети приятелка, тя е арестувана от ФБР, но въпреки заплахите и наложената ѝ двегодишна присъда не издава местонахождението на любимия си. Двамата с Дилинджър никога повече не са се виждали.

### Последни месеци
През лятото на 1934 г. ФБР окончателно изгубва всякаква следа към Дилинджър. Той е успял да се промъкне незабелязано в Чикаго и води анонимен живот в големия метрополис. Работи като чиновник и има нова приятелка – Поли Хамилтън, проститутка, която не знае бурното му минало. На 21 юли Анна Сейдж, близка на настоящата приятелка на Дилинджър се обръща към ФБР. Тя твърди, че знае къде се укрива Дилинджър и иска наградата за залавянето му и съдействие отмяната на депортация до родната си страна. След съгласието на ФБР, тя разкрива, че Дилинджър излиза с нейна колежка проститутка на име Поли Хамилтън и че на следващата вечер тя заедно с двойката ще ходят на кино.
След като сключват тази сделка е задействана светкавична операция за залавянето на Дилинджър. Ана Сейдж се съгласява да носи червена дреха, за да улесни идентифицирането на банковия крадец.Именно поради тази причина, тя е известна и като „Дамата в червено“.
На 22 юли вечерта Дилинджър в компанията на двете дами посещава кино „Биограф“ в северната част на Чикаго. При излизането от салона след прожекцията, Дилинджър забелязва агентите на ФБР и прави опит да извади оръжието си. Трима агенти стрелят общо пет пъти и три от тези куршуми уцелват бягащия престъпник. Един от куршумите излиза през лицето му, точно под дясното око. Дилинджър умира бързо от огнестрелните рани. В 22:50 всеизвестният банков крадец е вече мъртъв. Погребан е в родния си град на 25 юли 1934 г.

## Дилинджър в киното
През 2009 г. излиза филмът на режисьора Майкъл Ман Обществени врагове (Public Enemies), който разказва историята на гангстера. Ролята на бандита се изпълнява от Джони Деп. През 1973 г. излиза филмът „Дилинджър“ с участието на Уорън Оутс.